# Affaire Valentin Marcone
L'affaire Valentin Marcone est un double homicide commis par Valentin Marcone sur son lieu de travail le 11 mai 2021 dans une scierie de la commune des Plantiers dans le Gard.
Il est condamné le 29 janvier 2024 à 30 ans de réclusion criminelle pour meurtres.

## Faits et arrestation
Le 11 mai 2021, Valentin Marcone arrive sur son lieu de travail, une scierie sur le village des Plantiers dans le Gard. Il tue son patron Luc Teissonière et un autre employé, Martiel Guérin avec une arme à feu dissimulée.
Il fuit dans les Cévennes et la gendarmerie le poursuit. Cette traque s'achève au bout de 4 jours, Valentin Marcone se rend. Durant la garde à vue, il avoue les deux homicides et il est mis en examen pour assassinats.

## Procès
Il est condamné le 29 janvier 2024 par la Cour d'Assises du Gard à 30 ans de réclusion criminelle pour meurtres. Les assassinats ont été requalifiés en meurtres, la préméditation ayant finalement été écartée.

## Filmographie
- Épisode Affaire Valentin Marcone, la traque, épisode 44 de la 5e saison de l'émission Au bout de l'enquête, la fin du crime parfait ?, d'une durée de 49 minutes et 3 secondes. Diffusé pour la première fois le 14 juin 2025 sur France Télévisions.